# Paulo Isidoro (ur. 1973)
Alex Sandro Santana de Oliveira (ur. 3 października 1973) – brazylijski piłkarz występujący na pozycji napastnika.

## Kariera piłkarska
Od 1993 do 2011 roku występował w Vitória, SE Palmeiras, SC Internacional, Guarani FC, Cruzeiro EC, Kawasaki Frontale, Fluminense FC, Malatyaspor, Brasiliense, Portuguesa, Santo André, Fortaleza, Juventus, América, EC Bahia i Mogi Mirim.